# Peperomia tuerckheimii
Peperomia tuerckheimii är en pepparväxtart som beskrevs av C. Dc.. Peperomia tuerckheimii ingår i släktet peperomior, och familjen pepparväxter. Inga underarter finns listade i Catalogue of Life.